# Caroline Leaf
Caroline Leaf (ur. 12 sierpnia 1946 w Seattle) – kanadyjska reżyserka filmów animowanych. Jej najważniejsze dzieła to: Sowa, która poślubiła gęś: Legenda eskimoska (1974), Ulica (1976), Metamorfoza pana Samsy (1977), Dwie siostry (1990). W 2019 na Krakowskim Festiwalu Filmowym otrzymała wyróżnienie Smok Smoków za całokształt twórczości.

## Nagrody
- 2019: Smok Smoków - Krakowski Festiwal Filmowy
- 2006: Prix Klingsor – Biennale Animacji Bratysława (BAB)